# Scaevola erosa
Scaevola erosa är en tvåhjärtbladig växtart som beskrevs av André Guillaumin, I.H. Müller. Scaevola erosa ingår i släktet Scaevola och familjen Goodeniaceae. Inga underarter finns listade i Catalogue of Life.